# 豊原洋治
豊原 洋治(とよはら ようじ 1942年1月1日 - )は、広島県出身の実業家。元豊田通商代表取締役副会長。豊田通商のプロパー社員。

## 来歴・略歴
- 1942年 - 広島県で生まれる。
- 1960年 - 広島大学附属福山高等学校 卒業
- 1964年 - 同志社大学法学部 卒業
- 1964年 - 豊田通商 入社
- 1993年 - 豊田通商取締役
- 2000年 - 豊田通商常務取締役
- 2001年 - 豊田通商専務取締役
- 2003年 - 豊田通商専務取締役(代表取締役)
- 2004年 - 豊田通商代表取締役副社長
- 2007年 - 豊田通商代表取締役副会長
- 2009年 - 豊田通商特別顧問

- 日本鉄鋼連盟理事
- 中部産業連盟相談役